# Jean-Charles Fitoussi
 (février 2017).
Si vous disposez d'ouvrages ou d'articles de référence ou si vous connaissez des sites web de qualité traitant du thème abordé ici, merci de compléter l'article en donnant les références utiles à sa vérifiabilité et en les liant à la section « Notes et références ».
Pour les articles homonymes, voir Fitoussi.
Jean-Charles Fitoussi est un réalisateur français, né à Tours le 1er juin 1970.

## Biographie
Il tourne son premier film en 16 mm, Aura été, en 1994, et son second, D'ici là, l'année suivante à Rome. De façon générale, il tourne ses films en plusieurs étapes de tournage, qui peuvent s'étaler sur plusieurs années. 
Il est assistant de Jean-Marie Straub et Danièle Huillet de 1996 à 2007, et réalise un film documentaire sur leur méthode de travail, Sicilia! Si gira, en 2001.
Son premier long métrage, Les jours où je n'existe pas, sorti en 2003, est l'adaptation libre d'une nouvelle de Marcel Aymé. Explorant les sentiers du cinéma fantastique, il remporte un succès critique ainsi que le grand prix du festival de Belfort et celui du meilleur long métrage Cinemavvenire au festival de Turin.
Le Dieu Saturne, moyen métrage, est ensuite réalisé dans le cadre d'une série commandée par la chaîne de télévision Arte puis présenté à la Quinzaine des réalisateurs au festival de Cannes en 2004.
Il est pensionnaire de la villa Médicis en 2005 et y réalise Nocturnes pour le roi de Rome, premier film entièrement tourné avec une caméra de téléphone portable, qui est sélectionné au festival de Cannes à la Semaine internationale de la critique en 2006.
En 2008 il réalise à Kyôto, en résidence à la villa Kujoyama, pour la deuxième fois avec une caméra de téléphone mobile, un ensemble de miniatures regroupées sous le titre Temps Japonais, dont certaines composent sous ce même titre un film à durée et « géométrie variable » au gré des projections.
Je ne suis pas morte est présenté en 2008 au festival de Locarno, primé à Mar del Plata et au festival international du film Entrevues à Belfort 
L’ensemble de ses films s’inscrit dans une série intitulée Le Château de Hasard. Une première partie ou un premier cycle est désigné Le rez-de-jardin. Les films suivants s'inscrivent dans d'autres cycles intitulés Dépendances puis Premier étage. En 2014, du 22 janvier au 2 février, Le Château de Hasard est projeté dans une rétrospective intégrale à la Cinémathèque française en présence du cinéaste. L'œuvre est en cours.
Jean-Charles Fitoussi appartient à la promotion 1991 de l'école Polytechnique.

## Filmographie
- 1994 : Aura été, super 16 mm, couleur, 28 min
- 1997 : D'ici là, 16 mm gonflé en 35 mm, couleur, 58 min
- 2001 : Sicilia! Si gira, documentaire, vidéo, couleur, 82 min
- 2002 : Les jours où je n'existe pas, 35 mm, couleur, 114 min Grand prix au festival de Belfort 2002
- 2004 : Le Dieu Saturne, 35 mm, couleur, 40 min
- 2006 : Nocturnes pour le roi de Rome, vidéo, couleur, 70 min
- 2007 : Bienvenue dans l'éternité, vidéo, couleur, 42 min
- 2008 : Temps japonais, vidéo, couleur, durée variable
- 2008 : Je ne suis pas morte (1/ Par les beaux soirs d'été, 2/ Le Chant des séparés, 3/ Par des chemins étranges), 35 mm, couleur, 190 min Meilleur film français au festival de Belfort 2008
Prix de la critique au festival international du film de Mar del Plata 2008
- 2009 : Espoir pour les générations futures, vidéo, couleur, 9 min
- 2010 : Interludes ou Les Animaux panchroniques, vidéo, couleur, 40 min
- 2012 : L'Enclos du temps, DCP, couleur, 67 min  Prix Jean-Vigo 2013
- 2014 : De la musique ou La Jota de Rosset, DCP, couleur, 92 min
- 2017 : Vitalium,  Valentine !, 59 min